# 藤代町
藤代町（ふじしろまち）は、茨城県南部に位置する北相馬郡に属していた町。東京都市圏#茨城県（東京通勤圏）。
役場は大字藤代（旧相馬町）。
町の中心部をJR常磐線と国道6号という二つの大動脈が貫いている。その常磐線にJR藤代駅がある。

## 歴史
- 江戸時代は相馬領二万石と言われた農村地帯。水戸街道（陸前浜街道）の宿場町藤代宿を中心に栄えた。
- 1955年（昭和30年）2月21日 - 北相馬郡相馬町、山王村、六郷村、高須村の一部、筑波郡久賀村の一部が合併して成立。（高須村の残部は龍ケ崎市へ、久賀村の残部は筑波郡伊奈村（現つくばみらい市）へそれぞれ編入）。町名の由来は藤代宿からである。
- 1965年（昭和40年）10月31日 - 合併10周年事業として町章を制定。
- 1977年（昭和52年）10月31日 - 町役場庁舎を新築移転。移転前は現在の藤代公民館の場所にあり、そこはもともと藤代本陣のあった場所である。
- 1980年（昭和55年）8月1日 - 合併25周年記念事業が行われ、町花（フジ）と町木（月桂樹）を制定。
- 1981年（昭和56年）8月24日 - 台風15号の影響により小貝川が決壊、町内の広範囲で被害を受けた。
- 1990年（平成2年）5月1日 - 町役場庁舎を新築移転（現在の取手市役所藤代庁舎）。
- 2005年（平成17年）3月28日 - 隣接する取手市に編入され消滅した[1]。

## 旧相馬町と相馬市
- 旧相馬町は旧藤代宿と旧宮和田宿が中心になって成立。どちらの宿場名も採用せず、古くからこの辺りの地域名となっていて郡名（相馬郡）にもなっている「相馬」を採用した。
- 福島県相馬市は1954年（昭和29年）3月31日に相馬郡中村町を中心に成立。この2つの「相馬」は縁が深く、相馬氏が関連している。

## 教育施設

### 高等学校
- 茨城県立藤代高等学校
- 茨城県立藤代紫水高等学校
- 私立聖徳大学附属聖徳高等学校

### 中学校
- 藤代町立藤代中学校
- 藤代町立藤代南中学校
- 私立聖徳大学附属聖徳中学校

### 小学校
- 藤代町立藤代小学校
- 藤代町立宮和田小学校
- 藤代町立山王小学校
- 藤代町立久賀小学校
- 藤代町立六郷小学校
- 藤代町立桜が丘小学校
- 藤代町立高須小学校（廃校）

## 姉妹都市
- ユーバ（アメリカ合衆国）

## 名所・旧跡・観光スポット・祭事・催事・施設
- 小貝川フラワーカナル
- 岡堰

## 関連する人物
- 酒詰治左衛門（町域の開発に貢献。現在も地名に「酒詰」の名が残る）
- 高野素十（俳人。旧山王村出身）
- 吉田豊（日本中央競馬会所属の騎手。当町出身）
- 吉田隼人（日本中央競馬会所属の騎手。当町出身）
- 輪湖直樹(プロサッカー選手。アビスパ福岡所属。当町出身)
- 美馬学(プロ野球選手。千葉ロッテマリーンズ所属。当町出身)
- 永田春水（日本画家。旧相馬町出身）
- 小山拓志 (地理学者。国士舘大学准教授。当町出身）